# チマドルモ
チマドルモ（伊: Cimadolmo）は、イタリア共和国ヴェネト州トレヴィーゾ県にある、人口約3,300人の基礎自治体（コムーネ）。

## 地理

### 位置・広がり

#### 隣接コムーネ
隣接するコムーネは以下の通り。
- マレーノ・ディ・ピアーヴェ
- マゼラーダ・スル・ピアーヴェ
- オルメッレ
- サン・ポーロ・ディ・ピアーヴェ
- サンタ・ルチーア・ディ・ピアーヴェ
- スプレジアーノ
- ヴァッツォーラ

### 気候分類・地震分類
気候分類では、zona E, 2383 GGに分類される。
また、イタリアの地震リスク階級 (it) では、zona 2 (sismicità media) に分類される。